# Amantle Montsho
Amantle Montsho (Mabudutsa, 4 luglio 1983) è una velocista botswana, specializzata nei 400 metri piani, disciplina di cui è stata campionessa mondiale a Taegu 2011.
Il 27 luglio 2012 è stata portabandiera per il Botswana alla cerimonia di apertura dei Giochi della XXX Olimpiade a Londra.
Ai Giochi del Commonwealth di Glasgow 2014 è stata sospesa in via provvisoria, per essere risultata positiva a uno stimolante, la metilexaneamina. Dopo l'esito delle controanalisi, che ne hanno confermato la positività, è stata squalifica dalla federazione botswana per un periodo di due anni.

## Record nazionali

### Seniores
- 200 metri piani: 22"89 ( Fukuroi, 3 maggio 2012)
- 400 metri piani: 49"33 ( Monaco, 20 luglio 2013)
- 400 metri piani indoor: 52"34 ( Doha, 12 marzo 2010)
- Staffetta 4×400 metri: 3'26"86 ( Gold Coast, 14 aprile 2018) (Galefele Moroko, Christine Botlogetswe, Loungo Matlhaku, Amantle Montsho)

## Palmarès
| Anno | Manifestazione          | Sede        | Evento      | Risultato  | Prestazione | Note                                     |
| ---- | ----------------------- | ----------- | ----------- | ---------- | ----------- | ---------------------------------------- |
| 2003 | Giochi panafricani      | Abuja       | 400 m piani | Batteria   | 55"06       |                                          |
| 2004 | Campionati africani     | Brazzaville | 400 m piani | Batteria   | 54"06       | Record nazionale                         |
| 2004 | Giochi olimpici         | Atene       | 400 m piani | Batteria   | 53"77       | Record nazionale                         |
| 2005 | Mondiali                | Helsinki    | 400 m piani | Batteria   | 53"97       |                                          |
| 2006 | Giochi del Commonwealth | Melbourne   | 400 m piani | Semifinale | 53"07       |                                          |
| 2006 | Campionati africani     | Bambous     | 400 m piani | Argento    | 52"68       |                                          |
| 2007 | Giochi panafricani      | Algeri      | 200 m piani | 5ª         | 23"71       |                                          |
| 2007 | Giochi panafricani      | Algeri      | 400 m piani | Oro        | 51"13       |                                          |
| 2007 | Mondiali                | Osaka       | 400 m piani | Semifinale | 50"90       | Record nazionale                         |
| 2008 | Mondiali indoor         | Valencia    | 400 m piani | Semifinale | 53"21       |                                          |
| 2008 | Campionati africani     | Addis Abeba | 400 m piani | Oro        | 49"83       |                                          |
| 2008 | Campionati africani     | Addis Abeba | 4×400 m     | Finale     | dnf         |                                          |
| 2008 | Giochi olimpici         | Pechino     | 400 m piani | 6ª         | 51"18       |                                          |
| 2009 | Mondiali                | Berlino     | 400 m piani | 8ª         | 50"65       |                                          |
| 2010 | Mondiali indoor         | Doha        | 400 m piani | 4ª         | 52"53       |                                          |
| 2010 | Campionati africani     | Nairobi     | 400 m piani | Oro        | 50"03       |                                          |
| 2010 | Campionati africani     | Nairobi     | 4×400 m     | 5ª         | 3'40"44     |                                          |
| 2010 | Giochi del Commonwealth | Delhi       | 400 m piani | Oro        | 50"10       |                                          |
| 2010 | Giochi del Commonwealth | Delhi       | 4×400 m     | 6ª         | 3'38"44     |                                          |
| 2011 | Mondiali                | Taegu       | 400 m piani | Oro        | 49"56       | Record nazionale                         |
| 2011 | Giochi panafricani      | Maputo      | 400 m piani | Oro        | 50"87       |                                          |
| 2012 | Campionati africani     | Porto-Novo  | 400 m piani | Oro        | 49"54       | Record dei campionati                    |
| 2012 | Campionati africani     | Porto-Novo  | 4×400 m     | Argento    | 3'31"27     | Record nazionale                         |
| 2012 | Giochi olimpici         | Londra      | 400 m piani | 4ª         | 49"75       |                                          |
| 2013 | Mondiali                | Mosca       | 400 m piani | Argento    | 49"41       |                                          |
| 2013 | Mondiali                | Mosca       | 4×400 m     | Batteria   | 3'38"96     | Miglior prestazione personale stagionale |
| 2014 | Giochi del Commonwealth | Glasgow     | 400 m piani | dq         | dq          | [ 4 ]                                    |
| 2017 | World Relays            | Nassau      | 4×400 m     | 6ª         | 3'30"13     | Record nazionale                         |
| 2017 | Mondiali                | Londra      | 400 m piani | Semifinale | 51"28       | Miglior prestazione personale stagionale |
| 2017 | Mondiali                | Londra      | 4×400 m     | 7ª         | 3'28"00     |                                          |
| 2018 | Giochi del Commonwealth | Gold Coast  | 400 m piani | Oro        | 50"15       | Miglior prestazione personale stagionale |
| 2018 | Giochi del Commonwealth | Gold Coast  | 4×400 m     | Bronzo     | 3'26"86     | Record nazionale                         |
| 2019 | Giochi panafricani      | Rabat       | 4×400 m     | Argento    | 3'31"96     |                                          |
| 2021 | World Relays            | Chorzów     | 4×400 m     | Batteria   | 3'34"99     |                                          |
| 2021 | Giochi olimpici         | Tokyo       | 400 m piani | Batteria   | dnf         |                                          |

## Altre competizioni internazionali
2008
- 4ª alla World Athletics Final ( Stoccarda), 400 m piani - 51"54

2009
- 5ª alla World Athletics Final ( Salonicco), 400 m piani - 51"39

2010
- Oro in Coppa continentale ( Spalato), 400 m piani - 49"89

2011
- Vincitrice della Diamond League nella specialità dei 400 m piani (28 punti)

2012
- Vincitrice della Diamond League nella specialità dei 400 m piani (20 punti)

2013
- Vincitrice della Diamond League nella specialità dei 400 m piani (24 punti)